# Maria Baran

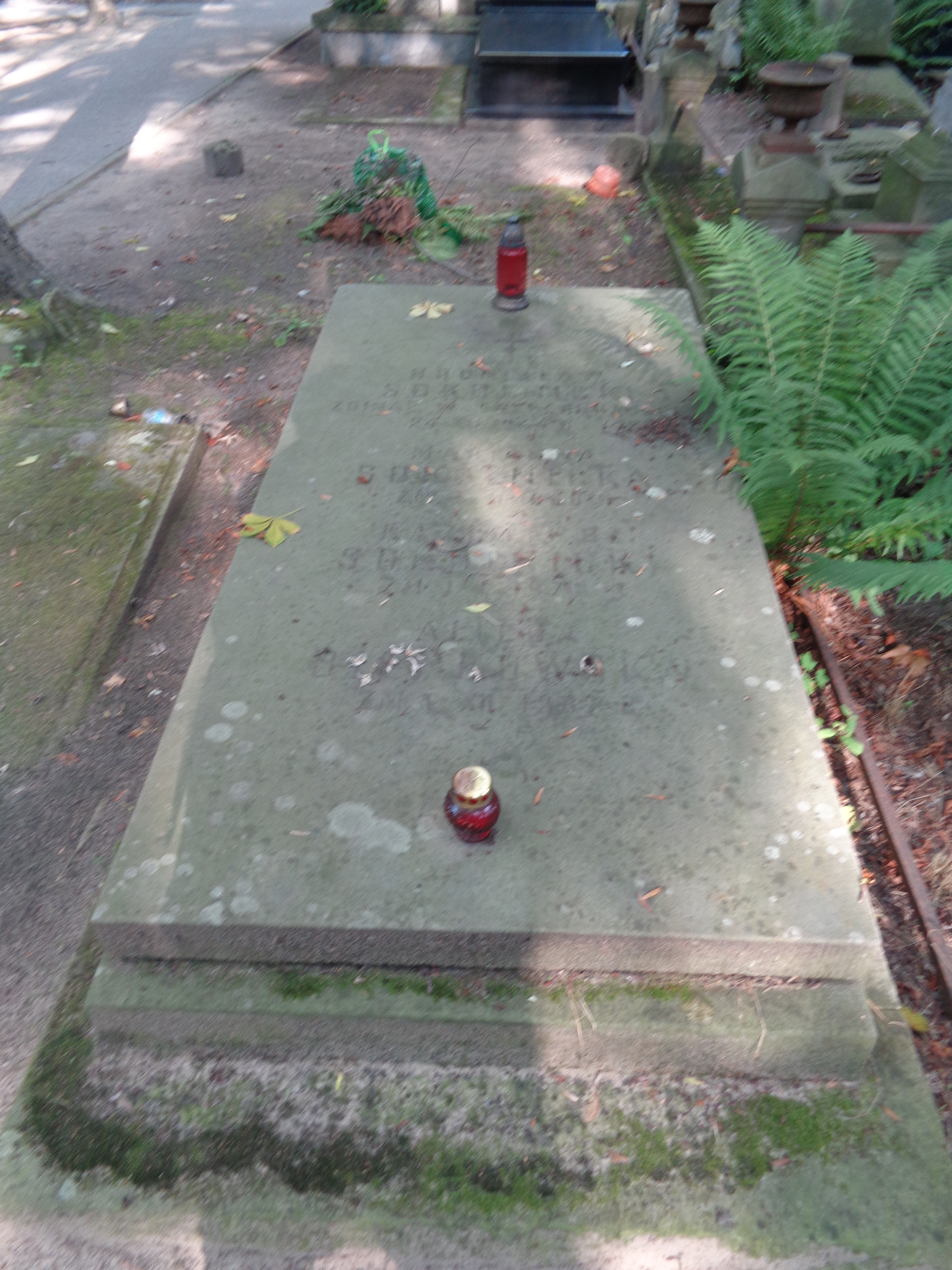
Nagrobek Marii Baran-Sokolnickiej na cmentarzu Powązkowskim

Maria Baran, po mężu Sokolnicka (ur. 3 marca 1905 Brozów  k. Sokołowa Podlaskiego, zm. 3 lutego 1968 w Warszawie) – polska lekkoatletka.
Pochowana na cmentarzu Powązkowskim (kwatera 41-4-2).

## Kariera sportowa
Jako lekkoatletka reprezentowała Polonię Warszawa. Była dwukrotną mistrzynią Polski (1924 - w sztafecie 4 × 60 metrów i 4 × 100 metrów).
Cztery razy poprawiała rekordy Polski w sztafetach biegowych, w tym dwukrotnie na dystansie 4 × 80 metrów (50,2 s. - 27.04.1924; 49,9 s. - 07.05.1924) oraz po jednym razie na dystansie 4 × 75 metrów (44,0 s. - 24.05.1925) oraz 4 × 200 metrów  (2:08,8 s. - 21.09.1924).
Członkini pierwszej drużyny hazeny w Polsce utworzonej z inicjatywy lekkoatletek Polonii Warszawa.
Rekordy życiowe:
| Konkurencja                    | Data i miejsce            | Wynik  |
| ------------------------------ | ------------------------- | ------ |
| bieg na 200 metrów             | 23 maja 1925, Brno        | 34,8   |
| bieg na 250 metrów             | 8 września 1924, Warszawa | 40,6   |
| bieg na 400 metrów             | 18 maja 1924, Warszawa    | 1:15,4 |
| bieg na 80 metrów przez płotki | 9 września 1924, Warszawa | 16,5   |